# Muréna kalifornská
Muréna kalifornská (Gymnothorax mordax) je druh murény z čeledi murénovitých (Muraenidae), vyskytující se východně v Tichém oceánu od severu oblasti poblíž Santa Barbary až po zhruba záliv Bahía Santa María (Baja California, Mexiko). Jedná se o jediný druh murény žijící u pobřeží Kalifornie a zároveň o jeden z mála subtropických druhů murén v této oblasti.

## Popis
Muréna kalifornská dorůstá délky přibližně 1,5 metru a dožívá se okolo 22–26 let. Stejně jako ostatní murény postrádá párové (hrudní a břišní) ploutve i skřele, a proto dýchá malými otvory po stranách hlavy. V dutině ústní má dvě sady čelistí – hlavní a hltanové (tzv. „pharyngeal jaws“), které uchopují kořist a pomáhají s jejím posouváním do trávicí soustavy.

## Výskyt a stanoviště
Murénu kalifornskou lze nalézt od Point Conception (USA) až po Magdalena Bay (Baja California, Mexiko). Vyskytuje se převážně v pobřežních útesech a skaliskách do hloubky až 40 metrů, kde si vybírá stanoviště s balvany a dalšími úkryty. Mladí jedinci obývají přílivové tůňky, zatímco dospělí jedinci žijí v hlubších vodách.
V oblasti jižní Kalifornie, zejména kolem ostrova Santa Catalina (součást Kalifornských Kanalových ostrovů), je muréna kalifornská poměrně běžným druhem. Vyskytuje se také v dalších tichomořských souostrovích a ostrovech.

## Ekologie

### Potrava
Muréna kalifornská je převážně masožravec, specializuje se zejména na menší ryby, například kelpové ryby (kelp bass, Paralabrax clathratus), ale nepohrdne ani korýši (langusty, krevety), chobotnicemi či jinými murénami. Obvykle loví v noci, kdy je aktivnější, a díky svým dvojitým čelistem má velmi účinný způsob uchopení a manipulace s kořistí.

### Symbiotický vztah
Tento druh murény žije v symbióze s garnáty (zejména krevetkami druhu Lysmata californica, zvanými red rock shrimp). Krevety murénu čistí – odstraňují parazity z kůže i z ústní dutiny, čímž zajišťují muréně hygienu a zároveň samy získávají potravu.

### Chování
Muréna kalifornská je teritoriální druh a vykazuje vysokou věrnost stanovišti – dospělí jedinci zůstávají dlouhodobě v jedné oblasti. Při lovu spoléhají na úkryt mezi kameny a přepadový útok. V průběhu dne se často skrývají v dutinách a štěrbinách, kam se celé nebo částečně zatahují.

## Reprodukce
Předpokládá se, že murény kalifornské se rozmnožují v teplejších vodách u pobřeží Baja California v Mexiku. Jejich larvy mohou být během zimy či během jevu El Niño unášeny na sever teplými proudy (tzv. Davidsonův proud) až ke kalifornským ostrovům. V severní části areálu (například u katalinských ostrovů) se pravděpodobně nerozmnožují, neboť je zde voda příliš studená pro vývoj pohlavních žláz. Délka pelagické (larvální) fáze u tohoto druhu není přesně známá, ale studie podobných druhů murén naznačují, že larvální fáze může trvat i několik měsíců.

## Nebezpečí pro člověka
Útoky na člověka jsou u murény kalifornské vzácné. Druh není jedovatý, avšak kousnutí může způsobit hlubokou bodnou ránu, která se může obtížně hojit a hrozí infekce.

## Ochrana a status
Muréna kalifornská je v Červeném seznamu IUCN vedena jako „málo dotčený taxon“. Komerční lov tohoto druhu neprobíhá, přesto může být ohrožen znečištěním vody a ničením pobřežních biotopů. V chráněných mořských oblastech (Marine Protected Areas – MPAs) bylo zjištěno, že murény dosahují větších velikostí, vyššího věku a větší početnosti, avšak vyšší hustota populace může vést k častějšímu výskytu kanibalismu a nemocí.